# Naringenina
La naringenina és una flavanona, un tipus de flavonoide que es considera que té efecte bioactiu en els humans com a antioxidant, eliminador de radicals lliures, antiinflamatori, promotor del metabolisme dels carbohidrats i modulador del sistema immunitari. És la flavonona predominant en l'aranja (Citrus x paradisi), també es troba en la farigola i altres plantes.

## Efectes biològics
In vitro redueix el dany oxidatiu de l'ADN. La naringenina de l'aranja s'ha vist que té un efecte inhibidor en la isoforma CYP1A2 del citocrom P450 humà.
També s'ha comprovat que la naringenina reduix la producció de virus en hepatitis C.
Sembla que en ratolins modificats la naringenina els protegeix de l'obesitat en una dieta alta en greix.
També redueix el colesterol en rates de laboratori alimentades amb una dieta alta en colesterol.